# Chitty Chitty Bang Bang (automobile)
Chitty Chitty Bang Bang è un'auto d'epoca immaginaria che compare nel libro e nell'omonimo film.
L'autore Ian Fleming prese l'inspirazione per la macchina da una serie di macchine da corsa con motorizzazioni di derivazione aeronautica costruite da Conte Louis Zborowski nei primi anni '20, battezzate Chitty Bang Bang.

## Le macchine del film
Per la versione cinematografica, furono create sei automobili, inclusa una macchina da corsa veramente funzionante. Vennero progettatate da Rowland Emmett e Ken Adam e costruite da Alan Mann Racing a Hertfordshire nel 1967. Aveva un motore Ford V6 a trasmissione automatica. Vi fu allocata una targa inglese originale: GEN 11. La macchina fu acquistata da Pierre Picton all'inizio degli anni '70. Altri 5 prototipi di macchina furono costruiti dallo studio. Una più piccola e funzionante, una macchina che si trasformava, una macchina volante, ed altre versioni senza motore. La maggior parte ha un motore aggiunto dopo le riprese del film perché furono usate per sponsorizzare il film per tutto il mondo.